# Kadir Nurman
Kadir Nurman (* 1933 in Anatolien; † 24. Oktober 2013 in Berlin) war ein türkischer Gastronom, der laut dem Verein Türkischer Dönerhersteller in Europa (ATDID) als Erfinder des Döner Kebab in Deutschland gilt.

## Leben
Nurman stammt aus Anatolien und wuchs in Istanbul auf. Er kam 1960 im Alter von 26 Jahren als gelernter Kaufmann nach Stuttgart. 1966 zog er nach West-Berlin und arbeitete als Monteur für Druckmaschinen. 1972 soll Nurman am Bahnhof Berlin Zoologischer Garten den ersten Döner verkauft haben. In dem Fladenbrot waren damals lediglich Hackfleisch vom Kalb und Lamm und Zwiebeln sowie etwas Salat. Er führte den Döner im Brot nach eigenen Angaben als Reaktion auf den Wandel der Essgewohnheiten in Deutschlands Großstädten ein. Damals sei das sogenannte Fast Food in Mode gekommen.
Der Verein Türkischer Dönerhersteller in Europa zeichnete Nurman 2011 für sein Lebenswerk aus.
Er starb 2013 im Gemeinschaftshospiz Christophorus Havelhöhe in Berlin-Spandau an einem Lungenkrebsleiden und wurde auf dem muslimischen Teil des Landschaftsfriedhofs Gatow beerdigt.
Neben Nurman gilt in Berlin auch Mehmet Aygün als Döner-Erfinder.